# Want Want
Want Want Holdings Limited (Want Want; tiếng Trung: 旺旺集團有限公司; bính âm: Wàngwàng Jítuán Yǒuxiàn Gōngsī) là một nhà sản xuất thực phẩm đến từ Đài Loan. Đây là một trong những nhà sản xuất bánh gạo và đồ uống có hương vị lớn nhất ở Đài Loan. Công ty tham gia vào sản xuất và kinh doanh thực phẩm ăn nhẹ và đồ uống, được chia thành bốn lĩnh vực kinh doanh: bánh gạo, các sản phẩm từ sữa và đồ uống, thực phẩm ăn nhẹ (kẹo, thạch, kem que, các loại hạt và bánh bóng) và các sản phẩm khác (chủ yếu là rượu). Công ty điều hành hơn 100 nhà máy sản xuất ở Trung Quốc đại lục và 2 nhà máy ở Đài Loan, và sử dụng hơn 60.000 người.

## Biểu tượng
Biểu tượng của Want Want là một cậu bé mặc quần yếm màu xanh và có đôi má ửng đỏ, trên tất cả các sản phẩm của Want Want thường là chữ in nhỏ. Lưỡi của cậu bé có hình trái tim, đôi mắt thì nhìn lên trên.